# Pasqualino Pasqualicchio
Pasqualino Pasqualicchio (Troia, 2 maggio 1899 – 8 febbraio 1980) è stato un politico italiano.
Membro del PCI, fu consigliere provinciale a Foggia e consigliere comunale di Troia.
Fu eletto due volte al Parlamento Italiano: nella III legislatura al Senato della Repubblica, nella IV alla Camera dei deputati.
In entrambi i casi fu membro delle rispettive commissioni igiene e sanità.